# Рывкин, Мирон Давидович
Мирон (Меер) Давидович Рывкин (1869, Витебск — 2 июня 1915, Луга, Петроградская губерния) — еврейский прозаик, публицист и редактор.

## Биография
Обучался в хедере, казённом еврейском училище и Виленском учительском институте. Занимался педагогической деятельностью в еврейских школах.
В русско-еврейской литературе Рывкин дебютировал очерком «Последние годы Воложинского иешибота» («Кн. Восхода», 1895); затем в еженедельнике того же названия, a также в «Будущности» появляется ряд его фельетонов на общественно-политические темы (псевдоним «Макар»). В 1900 г. вышел сборник рассказов Рывкина «В духоте», обративший внимание критики на автора, сумевшего проникнуть в психологию преимущественно так называемых «местечковых» евреев и облечь свои наблюдения в изящные, художественные формы. В 1903 г. Рывкин основал в Петербурге литературно-художественный журнал «Еврейская семейная библиотека», который в 1904 г. был преобразован в журнал «Еврейская жизнь».
Позднее Рывкин сотрудничал в газете «Дер Фрайнд» (фельетоны за подписью «Рош-Локиш», «Менакер», исторический роман «Дер Велижер блут-билбл» — Велижский кровавый навет), журнале «Еврейский мир» (рассказы и фельетоны на злобу дня) и других русско-еврейских изданиях. Также печатал фельетоны в некоторых русских прогрессивных изданиях, столичных и провинциальных (под псевдонимом Макар).
Сын — Ривкин Михаил Маркович (1884, Велиж) — советский журналист, юрист.